# Herbert Friedmann (Autor)
Herbert Friedmann (* 15. Februar 1951 in Groß-Gerau; † 19. Oktober 2019) war ein deutscher Schriftsteller, der in erster Linie als Kinder- und Jugendbuchautor bekannt wurde.
Friedmann begann nach Abschluss seiner Schullaufbahn mit einer Lehre zum Einzelhandelskaufmann, arbeitete jedoch seit 1977 als freiberuflicher Schriftsteller und hat insgesamt etwa 80 Bücher publiziert. Er betätigte sich ferner am Kinder- und Jugendtheater und auch für die Zeitung und den Rundfunk. Mehrere seiner Bücher wurden in andere Sprachen übersetzt und auch ausgezeichnet.
Friedmann war Mitglied der Europäischen Autorenvereinigung DIE KOGGE. 
Seit 2003 lebte Friedmann in Berlin.

## Auszeichnungen
- 1983: Hans-im-Glück-Preis für Mensch, Mücke
- 1993: Stadtschreiber von Otterndorf